# Кушаков Євген Іванович
Кушаков Євген Іванович (нар. 15 березня 1929, Київ- пом. 6 лютого 2009, Донецьк) — український режисер, заслужений діяч мистецтв Української РСР (1972) та Татарської АРСР (1968), народний артист УРСР (1976).

## Життєпис
Закінчив Київську консерваторію 1956 року, та Київський інститут театрального мистецтва — 1960.
Працював у театрах опери та балету Одеси — 1960—1963, режисер, Казані 1963—1968, головний режисер.
З 1968 року працює головним режисером Донецького театру опери та балету.
Зрежисував вистави:
- «Крізь полум'я» В. Губаренка,
- «Андре Шеньє» У. Джордано — Донецьк,
- «10 днів, що потрясли світ» М. Кармінського — Донецьк, Прага,
- «Катерина Ізмайлова» Д. Шостаковича — Казань,
- «Борис Годунов» М. Мусоргського — Прага,
- «Князь Ігор» О. Бородіна — Магдебург,
- «Джоконда» А. Понк'єллі,
- «Тангейзер» Р. Вагнера — Львів.